# Ленг (гміна Осек)
Ленг (пол. Łęg) — село в Польщі, у гміні Осек Сташовського повіту Свентокшиського воєводства.
У 1975-1998 роках село належало до Тарнобжезького воєводства.